# محلة المحموديين
محلة المحموديين حي من أحياء الموصل القديمة في العراق، يقع أقصى الغرب من المدينة القديمة ويطلق على الطرف الغربي منها اسم رأس الجادة. ويقسم شارع نينوى المحلة إلى قسمين شبه متساويين، أحدهما شمالي وفيه جامع المحمودين، والآخر جنوبي وفيه عدة مساجد وجوامع كجامع قضيب البان ومسجد الفضلي ومسجد علي الهادي. وفي المحلة أفران لعمل الخبز وحمام يطلق عليه حمَّام رأس الجادة.

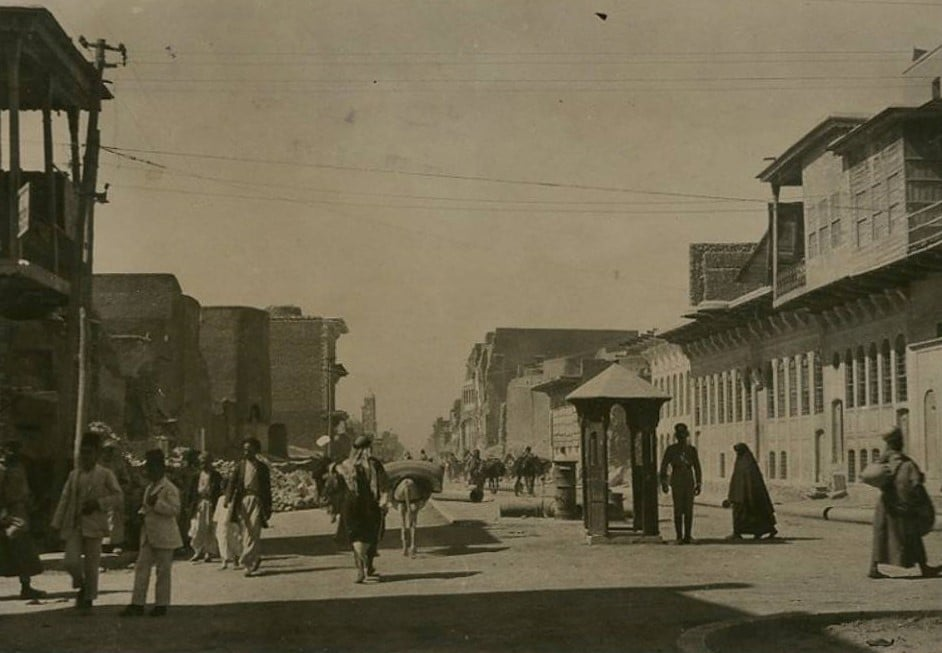
شارع نينوى عام 1942، والشارع يقسم المحلة إلى قسمين

## أصل التسمية
نسبة إلى جامع المحمودين، وهما حامد ومحمود أبناء الحسن بن الإمام علي عليه السلام. وأهل الموصل يلفظون اسم المحلة «المحموديين».

## أهم معالمه
- جامع المحمودَين[3] أو جامع الحامدَين:[4] كان مسجدًا صغيرًا إلى جانبه سرداب به مقام الإمامين حامد ومحمود، يعتقد بأنهما من ولد الحسن بن علي بن أبي طالب. جُدِّدت عمارته سنة 1135 هـ، ثم هدمته زوجة الوزير محمد باشا الجليلي في سنة 1211 هـ وابتنته جامعًا تقام به الصلوات الخمس والجمع، وبنت فيه مدرسة لتدريس العلوم المختلفة وتم بناؤهما سنة 1212 هـ.[5]
- جامع قضيب البان : من جوامع المدينة القديمة. بني عند ضريح قضيب البان الموصلي (ت 973 هـ/1177 م) الصوفي المشهور.[6]
- مسجد الفضلي
- مسجد علي الهادي